# Джапарідзе Олександр Бічійович
Олександр (Альоша) Бічійович Джапарідзе (нар. 1899, село Хреїті, Кутаїська губернія, Російська імперія — пом. жовтень 1945, Ушба, Грузинська РСР, СРСР) — видатний грузинський альпініст. Заслужений майстер спорту СРСР (1941).

## Біографія
Народився в селищі Хреїті Чіатурського району в Грузії в сім'ї азнавура (дворянина), мешкав у Тбілісі.
У 1930 р. закінчив електротехнічний факультет Грузинського політехнічного інституту. З 1930 р. і до кінця життя працював в системі Гідроенергопроекту: інженером, керівником групи, головним інженером. З 1935 р. також брав участь у роботі топогеодезичного загону штабу Закавказького ВО по установці  тріангуляційних пунктів на вершинах  Кавказького хребта. Під час  Німецько-радянської війни проводив цю роботу на вершинах Східного Кавказу.
Олександр Джапарідзе належить до знаменитої сім'ї грузинських альпіністів. Перше сходження здійснив разом зі своєю старшою сестрою і друзями в 1930 р. на Тетнульд. Сходження було присвячене пам'яті брата Симона, загиблого там роком раніше. З цього моменту Альоша стає справжнім ентузіастом альпінізму і незабаром завойовує славу провідного майстра альпінізму Грузії. За своє яскраве життя він здійснив 116 сходжень, з них 22 — першосходження. У 1934 р. в числі перших радянських горосходжувачів йому було присвоєно звання майстра альпінізму. В 1930 р. робить першу спробу сходження на Ушбу. У 1931 р. піднімається по новому шляху на Казбек. У 1932 р. здійснює першосходження на Каратау, Білу Незнайомку, Чорну Незнайомку та інші вершини. У 1933 р. бере участь в експедиції Грузинського географічного товариства у Верхню Сванетію, де здійснює декілька першосходжень. У 1934 р. перша радянська четвірка (серед них сестра Олександра) під керівництвом Олексія піднімається на Південну вершину Ушби, що було великим завоюванням радянського спорту. До них на Ушбу в 1929 р. зійшов Семенівський з німцями. В 1935 р. у складі геодезичної експедиції керує сходженням на Штавлер і роботами по установці на його вершині тріангуляціонного пункту. 1936 р. — виїжджає на Памір інструктором високогірної експедиції командирів РСЧА, п'ять разів піднімається на схили піку Леніна до висоти 6500 м. Разом з М. Гусаком піднімається з південного заходу на вершину «6570», розташовану на захід від  піку Є. Корженевської. 1937 р. — організатор і керівник Казбекської альпініади, в якій брало участь понад 250 чоловік. Під загальним керівництвом Альоші учасники альпініади піднялися на вісім вершин, в тому числі на Казбек, Джімарай, Орцвелі. У 1938 р. керує альпініадою на Джімарай. 1940 р. — учасник складного траверсу вершин Головного Кавказького хребта від Цурунгала до піку Руставелі. В 1943 р. керує зимовим сходженням на Ушбу. У 1939 і 1945 рр. за завданням Відділу охорони пам'яток грузинської культури брав участь у дослідженні важкодоступних печер Уплісцихе, Хвамлі, Орхві, Твіші.
У жовтні 1945 р. при спробі траверсу Ушба — Шхельда Альоша та його супутники (Келешбі Оніані, Микола Мухін) загинули, знесені сніговою лавиною на Ушбі.
Активно брав участь у суспільному житті з альпінізму. З 1935 р. — голова республіканської секції альпінізму, з 1938 р. — начальник гірничорятувальної служби ВЦРПС по Грузії, в 1938–1940 і 1943–1945 рр. — голова Грузинського альпіністського клубу.

## Літературна діяльність
У видавництві «Детюниздат» в Тбілісі вийшли його книги (грузинською мовою):
- «Ушба» (1939);
- «В горах Паміру» (1940);
- «Тетнульд» (1948).

У 1949 р. в Тбілісі вийшли «Вибрані твори» О. Джапарідзе під редакцією Д. Донтуа. У книзі зібрано основні твори, що відображають альпіністську діяльність цього видатного альпініста. Російською мовою є робота О. Джапарідзе «Штурм Ушбы» в журналі «Физкультура и спорт», 1940.

## Пам'ять
В 1945 р. ім'я Альоші Джапарідзе було присвоєно Грузинському альпіністському клубу і вершині в Головному Кавказькому хребті у верхів'ях льодовика Фітнаргін.
У статті П. Рототаєва «Перечень первовосхождений» (зб. «К вершинам советской земли». М., 1949) вершина «6570», на яку Альоша піднявся з Миколою Гусаком в 1936 р., іменується піком Джапарідзе. До класифікатора вершин Радянського Союзу ця назва не потрапила. (За матеріалами Віри Матвєєнко, Віри Шер).

## Ресурси Інтернета
- Альпинисты Северной Столицы: Джапаридзе Александр Бичиевич [Архівовано 7 травня 2011 у Wayback Machine.]
- Фото [Архівовано 13 квітня 2015 у Wayback Machine.]